# FSF Free Software Awards
FSF Free Software Awards Free Software Foundation (FSF) ger årligen ut två pris. Sedan 1998 har FSF delat ut utmärkelsen för Award for the Advancement of Free Software. Sedan 2005 har den även delat ut Free Software Award for Projects of Social Benefit.

## Award for the Advancement of Free Software
Free Software Foundation Award for the Advancement of Free Software är ett pris som årligen tilldelas en person som gjort ett betydande bidrag till framsteg och utvecklingen av fri programvara genom aktiviteter som är förenliga med andan i fri programvara. En person kan endast få utmärkelsen en gång. Sedan 2001 har priserna delats ut vid Free and Open source Software Developers' European Meeting (FOSDEM).

### Pristagare
- 2014 – Sébastien Jodogne
- 2013 – Matthew Garrett
- 2012 – Fernando Perez
- 2011 – Yukihiro Matsumoto
- 2010 – Rob Savoye
- 2009 – John Gilmore
- 2008 – Wietse Venema
- 2007 – Harald Welte
- 2006 – Theodore Ts'o
- 2005 – Andrew Tridgell
- 2004 – Theo de Raadt
- 2003 – Alan Cox
- 2002 – Lawrence Lessig
- 2001 – Guido van Rossum
- 2000 – Brian Paul
- 1999 – Miguel de Icaza
- 1998 – Larry Wall

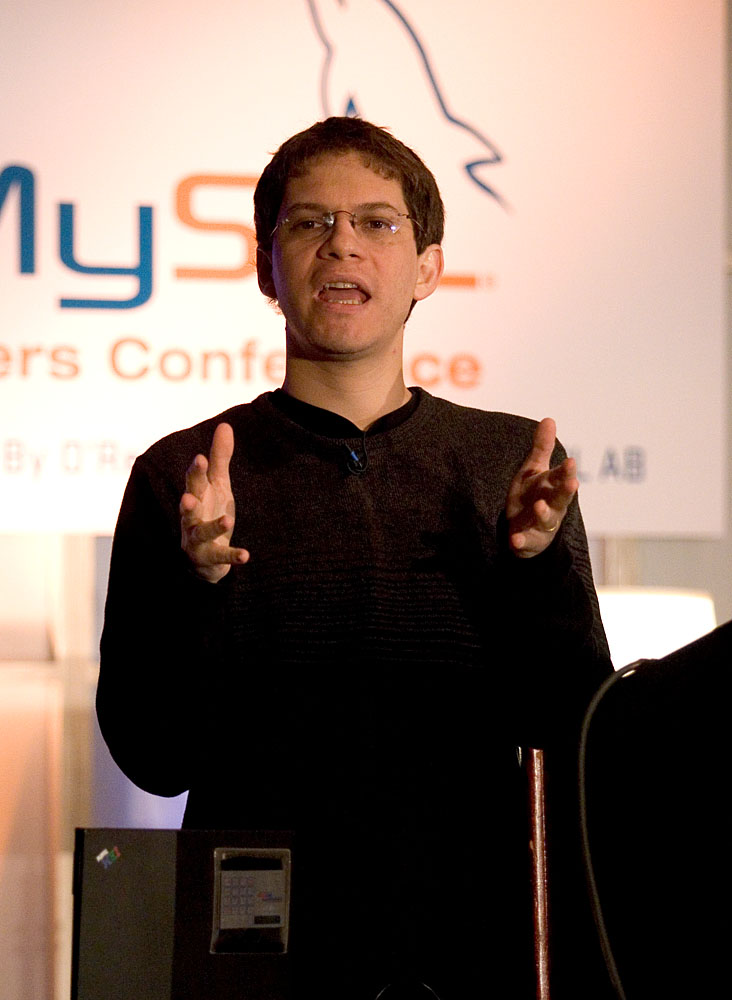
Miguel de Icaza,  1999
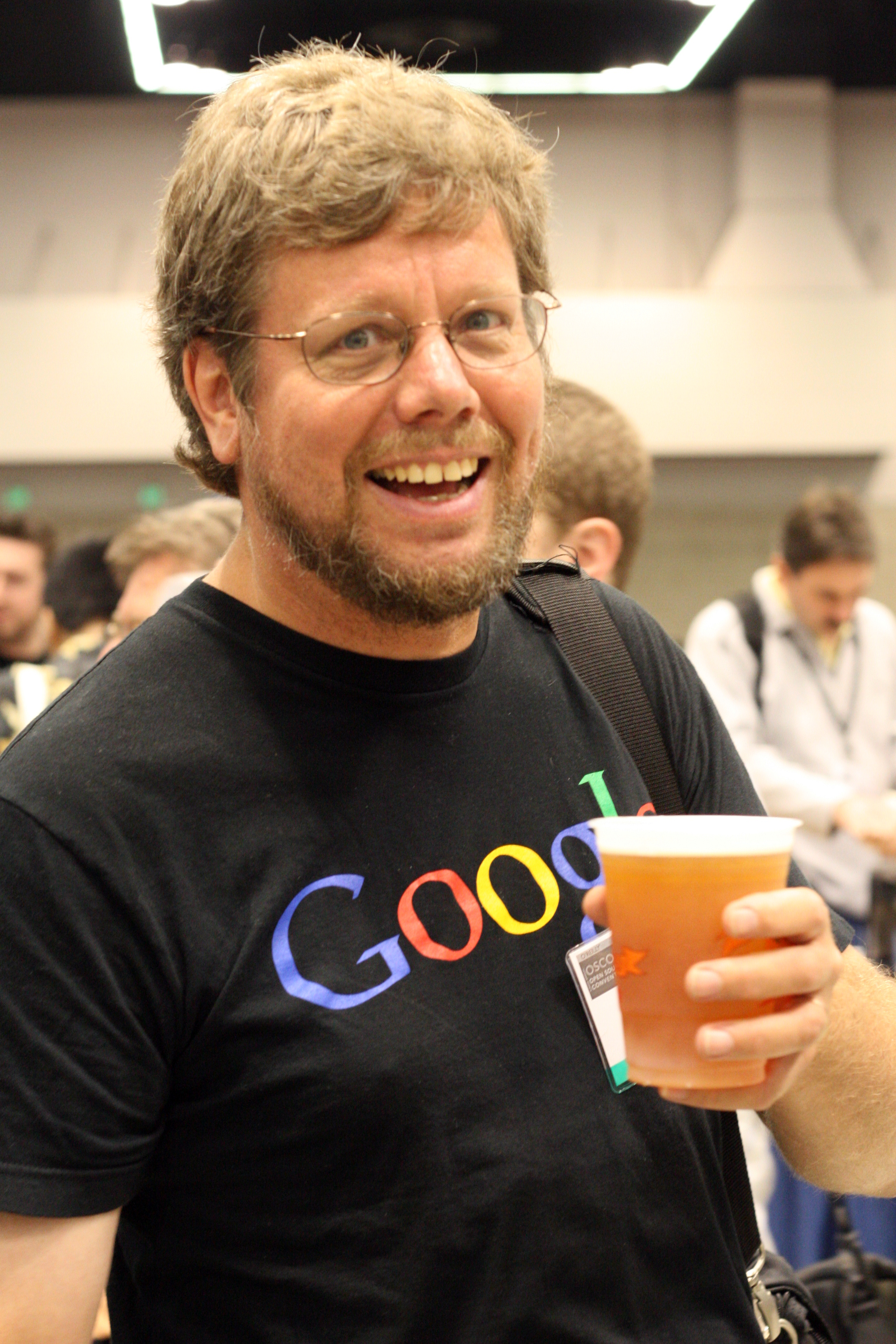
Guido van Rossum, 2001
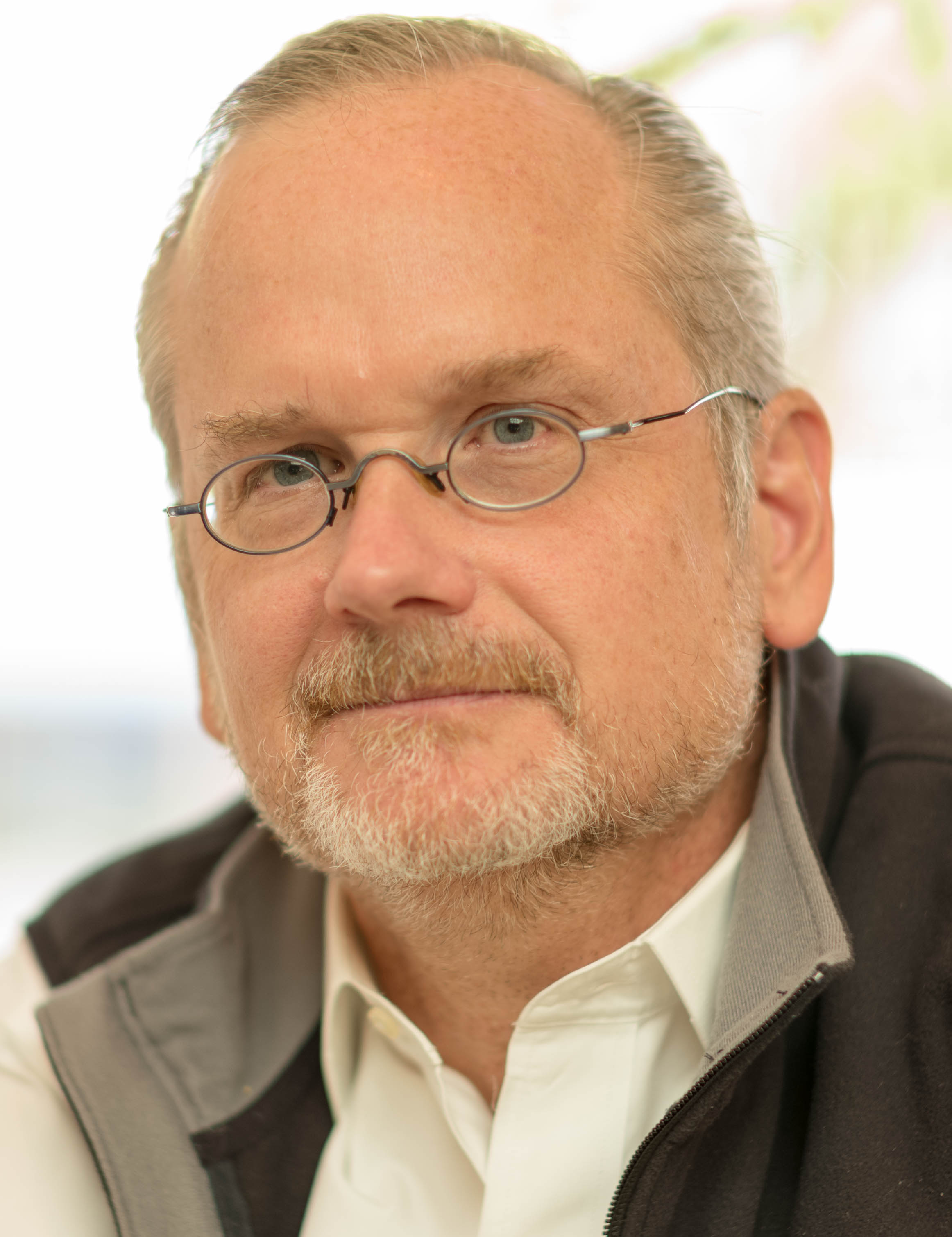
Lawrence Lessig,   2002
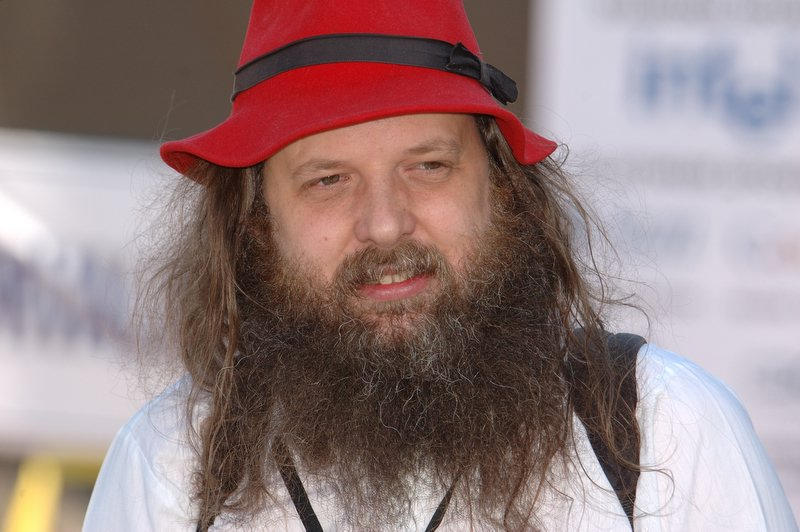
Alan Cox,         2003
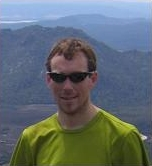
Theo de Raadt,    2004
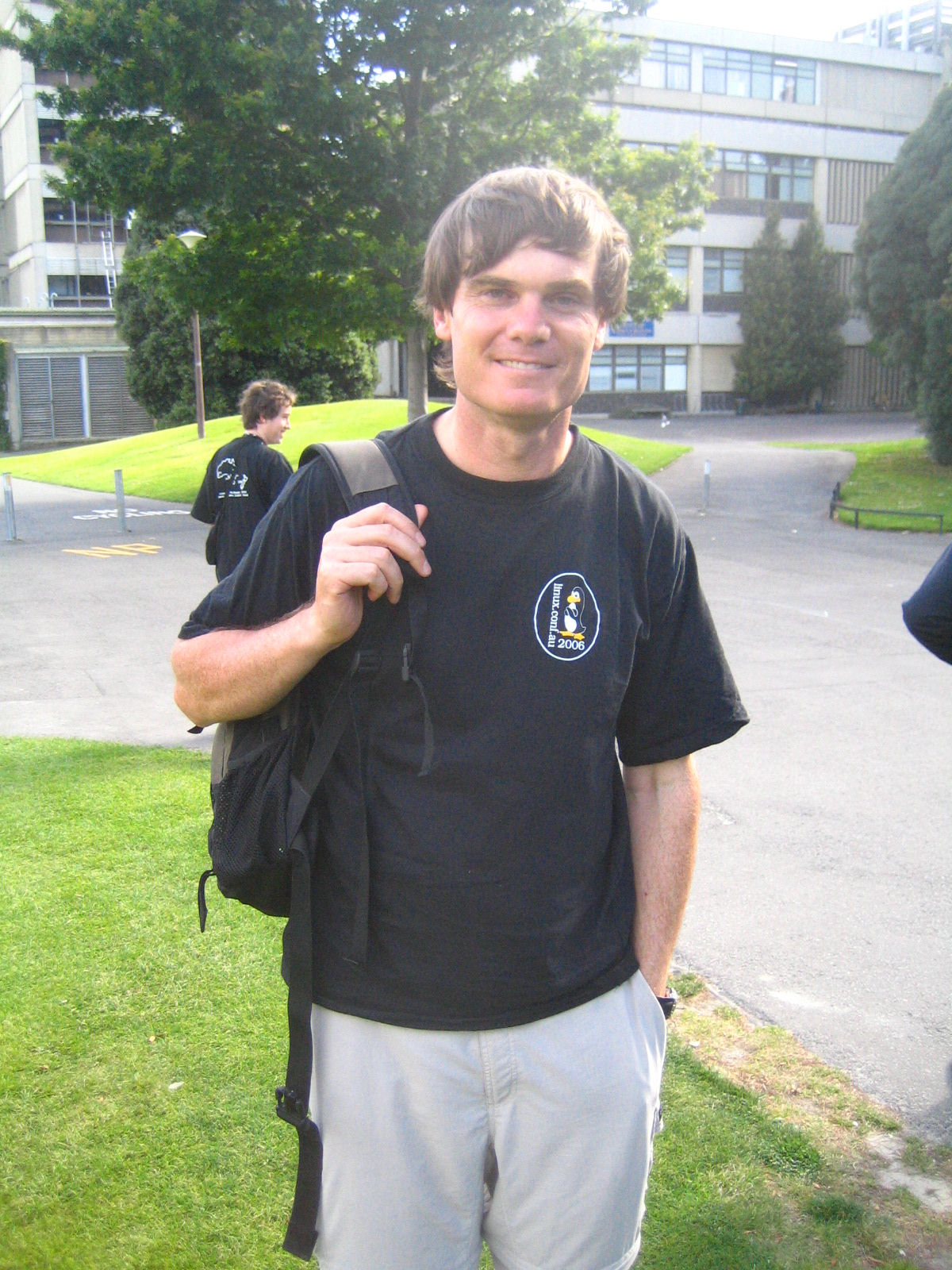
Andrew Tridgell,    2005
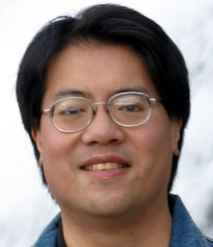
Theodore Ts'o,    2006
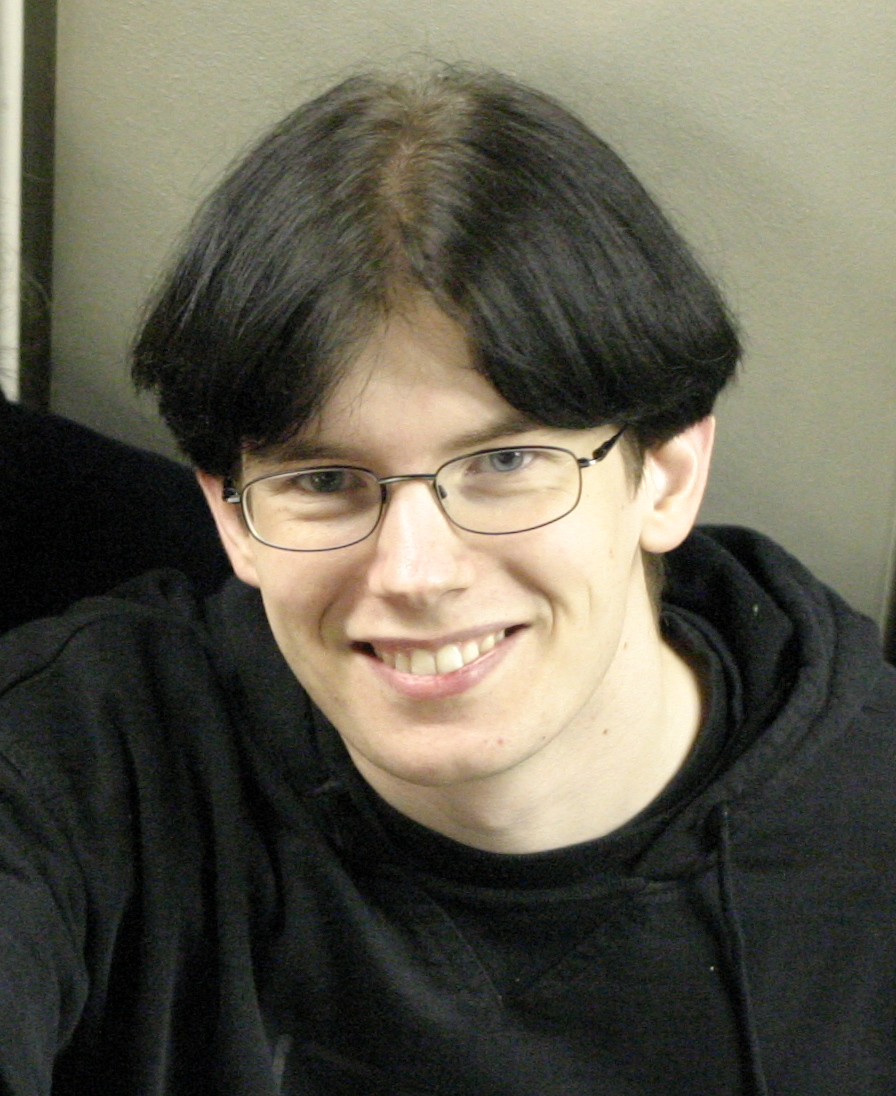
Harald Welte, 2007
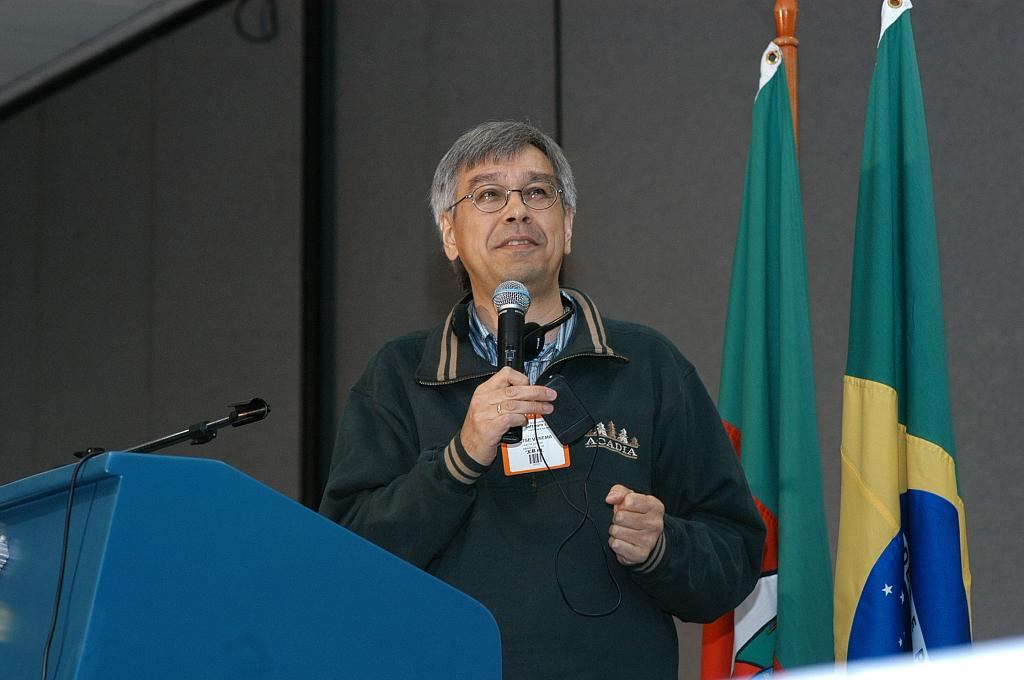
Wietse Venema, 2008
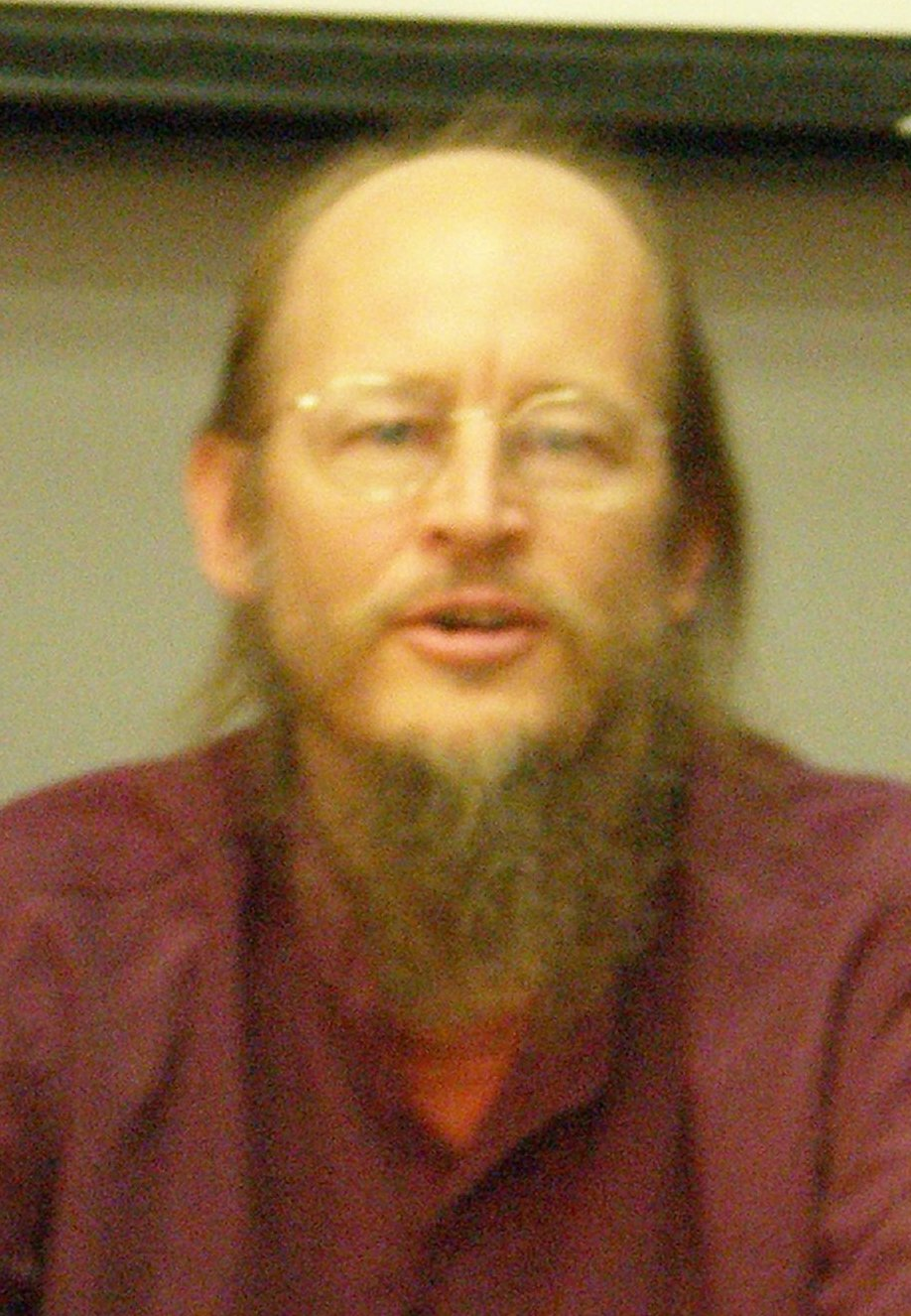
John Gilmore, 2009

## Award for Projects of Social Benefit
Free Software Award för projekt av social förmån är en årlig utmärkelse som tilldelats av Free Software Foundation (FSF). Priset har delats ut sedan 2005.

### Pristagare
- 2014 – Reglue
- 2013 – GNOME Foundation's Outreach Program for Women
- 2012 – OpenMRS
- 2011 – GNU Health
- 2010 – Tor
- 2009 – Internet Archive
- 2008 – Creative Commons
- 2007 – Groklaw
- 2006 – Sahana FOSS Disaster Management System
- 2005 – Wikipedia